# Висалтия
Висалтия (на гръцки: Δήμος Βισαλτίας, Димос Висалтияс) е дем в област Централна Македония на Република Гърция. Център на дема е град Нигрита. Демът носи името на античната област Висалтия или Бизалтия (на старогръцки: Βισαλτία), обхващаща земите между река Струма (Стримон) и езерото Керкинитис (Тахино) на изток и Крестония на запад. Висалтия е населявана от тракийското племе бизалти, а главен град е гръцкият Аргилос.

## Селища
Дем Висалтия е създаден на 1 януари 2011 година след обединение на четири стари административни единици – демите Висалтия, Нигрита, Тахино (Ахинос) и Черкезкьой (Трагилос) по закона Каликратис.

### Демова единица Висалтия
Според преброяването от 2001 година дем Висалтия с център в Димитрич има население от 8563 души. В дема влизат следните демови секции и населени места:
- Демова секция Димитрич

- село Димитрич (Δημητρίτσι, Димитрици)

- Демова секция Авдамал

- село Авдамал (или Авдаман, Σησαμία, Сисамия)

- Демова секция Копачи

- село Копач (или Копачи, Копач махала, Βέργη, Верги)

- Демова секция Макеш

- село Макеш (Άμπελοι, Амбели)

- Демова секция Махмуджи

- село Махмуджи (или Махмутли, Τριανταφυλλιά, Триандафилия)

- Демова секция Мерджан

- село Мерджан (Λυγαριά, Лигария)

- Демова секция Нигослав

- село Нигослав (Νικόκλεια, Никоклия)

- Демова секция Суха баня

- село Суха баня (Αγία Παρασκευή, старо Ξυλότρος, Ксилотрос)

### Демова единица Нигрита
Според преброяването от 2001 година дем Нигрита (Δήμος Νιγρίτας) има население от 9783 души. В дема влизат следните демови секции и населени места:
- Демова секция Нигрита

- град Нигрита (Νιγρίτα)

- Демова секция Байрактар махала

- село Байрактар махала (Φλάμπουρο, Фламбуро)

- Демова секция Лъджа

- село Лъджа (Θερμά, Терма)

- Демова секция Фиток

- село Фиток (Ανθή, Анти)

- Демова секция Черпища

- село Черпища (Τερπνή, Терпни)

### Демова единица Тахино
Според преброяването от 2001 година дем Тахино (Δήμος Αχινού) с център в Джинджос (Ситохори) има население от 3008 души. В дема влизат следните демови секции и населени места:
- Демова секция Джинджос

- село Джинджос (Σιτοχώρι, Ситохори)

- Демова секция Ежово

- село Ежово (Δάφνη, Дафни)
- село Кизили (Ορέσκεια, Ореския)

- Демова секция Жервохор

- село Жервохор (Ζερβοχώρι, Зервохори)

- Демова секция Каваки

- село Каваки (Λευκότοπος, Левкотопос)

- Демова секция Патрик

- село Патрик (Πατρίκι, Патрики)

- Демова секция Тахино

- село Тахино (Αχινός, Ахинос)

- Демова секция Хумкос

- село Хумкос (Χουμνικό, Хумнико)
- село Сайта (Λαγκάδι, Ланкади)

### Демова единица Черкезкьой
Според преброяването от 2001 година дем Черкезкьой (Δήμος Τραγίλου) с център в Мунух (Мавроталаса) има население от 4773 души. В дема влизат следните демови секции и населени места:
- Демова секция Мунух

- село Мунух (Μαυροθάλασσα, Мавроталаса)

- Демова секция Айдонохори

- село Айдонохори (Αηδονοχώρι, Айдонохори)

- Демова секция Ивира

- село Ивира (Ниверо, Ниверос, Ίβηρα)

- Демова секция Кучос

- село Кучос (Ευκαρπία, Евкарпия)

- Демова секция Омур бей

- село Омур бей (Омир бей, Καστανοχώρι, Кастанохори)

- Демова секция Стара баня

- село Стара баня (Палиотрос, Άγιος Δημήτριος, Агиос Димитриос)

- Демова секция Черкезкьой

- село Черкезкьой (Черкез махала, Τράγιλος, Трагилос)